# Houthulst
Houthulst è un comune belga di 9 895 abitanti, situato nella provincia fiamminga delle Fiandre Occidentali.
Vi è situato un cimitero con 81 tombe di soldati italiani morti qui durante la prima guerra mondiale, parte di un piccolo contingente inviato dall'Italia sul fronte occidentale.